# 饺子 (导演)
杨宇（1980年—），导演名饺子，曾用别名饺克力，男，四川泸州人，中国动画导演、编剧及制作人，毕业于四川大学华西药学院。

## 生平
1980年出生于四川省泸州市。2002年本科毕业于四川大学华西药学院，大学期间接触到动画制作软件。畢業後曾就业于一家广告公司，不久选择辞职并隐居家里三年半创作个人作品，曾靠母亲每月1000元的退休金维持生活。
2008年12月，发布处女作短片《打，打个大西瓜》，获第26届德国柏林国际短片电影节国际竞赛单元评委会特别奖、第12届日本TBS DigiCon6总决赛金奖等多个国内外奖项。
2009年，饺子和友人共同创立了可可豆工作室。2015年初，光线传媒找到饺子，希望能合作制作长篇动画。2015年10月25日，光线宣布成立动画子公司彩条屋影业并公布22部片单，饺子的《哪吒降世》也位列其中。
2019年7月，執導首部長篇動畫電影《哪吒之魔童降世》一经上映就饱受好评。該片成為2019年中国内地票房冠军，当时的中国内地影史亚军，现仍為中国内地最高电影票房第五。
2025年1月，執導的续作長篇動畫電影《哪吒之魔童闹海》上映，作品再度票房口碑双收，成为中国内地影史票房冠军。2025年2月，由饺子执导的两部动画电影作品累计票房超157.38亿人民币，成为中国内地电影市场总票房最高的导演。此前登上中国内地导演票房排行榜的导演作品数均为两位数，而饺子仅凭两部作品的票房登上榜首。这部电影也创下了新加坡票房的纪录。其3月6日在新加坡上映，首日即取得30万新元，上映第7天票房破250万新元，分别打破中国电影首日及最高票房记录。

## 作品
- 2008年《打，打个大西瓜》
- 2013年《老板的女人》
- 2019年《哪吒之魔童降世》
- 2025年《哪吒之魔童闹海》

## 獎項及提名
| 年份   | 頒獎典禮             | 獎項     | 影片           | 结果 |
| ------ | -------------------- | -------- | -------------- | ---- |
| 2020年 | 第35届大众电影百花奖 | 最佳編劇 | 哪吒之魔童降世 | 獲獎 |
| 2020年 | 第35届大众电影百花奖 | 最佳導演 | 哪吒之魔童降世 | 提名 |